# Distretto di Affoltern
Il distretto di Affoltern è un distretto del Canton Zurigo, in Svizzera. Confina con i distretti di Dietikon a nord, di Zurigo e di Horgen a est, con il Canton Zugo a sud e con il Canton Argovia (distretti di Muri e di Bremgarten) a ovest. Il capoluogo è Affoltern am Albis.

## Comuni
Amministrativamente è diviso in 14 comuni:
- Aeugst am Albis
- Affoltern am Albis
- Bonstetten
- Hausen am Albis
- Hedingen
- Kappel am Albis
- Knonau
- Maschwanden
- Mettmenstetten
- Obfelden
- Ottenbach
- Rifferswil
- Stallikon
- Wettswil am Albis

### Divisioni
- 1831: Stallikon → Stallikon, Wettswil (ora Wettswil am Albis)
- 1847: Ottenbach → Obfelden, Ottenbach

## Curiosità
La stessa regione è conosciuta con tre nomi diversi:
- Bezirk Affoltern (Distretto di Affoltern) è il nome ufficiale;
- Knonaueramt (Regione di Knonau) è il nome dell'area geografica dal punto di vista dell'aspetto morfologico; prende il nome da Knonau, oggi piccolo villaggio residenziale, ma in passato sede del balivo della regione;
- Säuliamt (Regione del maialino) è il soprannome popolare della regione, attribuito in passato e tuttora utilizzato.